# Horea
Horea, in passato Arada, è un comune della Romania di 2 219 abitanti, ubicato nel distretto di Alba, nella regione storica della Transilvania.
Il comune è formato da un insieme di 15 villaggi: Baba, Butești, Dârlești, Fericet, Giurgiuț, Horea, Măncești, Mătișești, Niculești, Pătrușești, Petreasa, Preluca, Teiu, Trifești, Zânzești.
Citata per la prima volta in un documento del 1733, fino al 1924 ha fatto parte del comune di Albac; il comune venne istituito con il nome Arada ed ha preso il nome attuale nel 1968 in onore di Vasile Ursu Nicola, detto Horea, uno dei capi della rivolta della Transilvania del 1784.